# Federación Popular Democrática
Federación Popular Democrática (FPD) fue una organización política democristiana creada en 1975 por José María Gil-Robles y Gil-Delgado, heredera de la Democracia Social Cristiana de José María Gil-Robles y Quiñones.

## Historia
La FPD fue constituida oficialmente el 13 de marzo de 1975, mediante un escrito firmado por José María Gil-Robles y Quiñones, Miguel Luis Bermudo de Ercilla, José María Montes, Manuel Meana Wert, Antonio Miserachs, Jesús Rodríguez, Juan Benito Moreno Gonzalo, Julián Guimón, Carlos de Eizaguirre, Jaime Gil Robles, Vicente Llorca, Luis Aldecoa, Enrique Moreno Báez, José Luis Maruri Gregorisch, José Gil-Robles Gil-Delgado, Ángel Fernández Sepúlveda, Mariano Bendero, Juan Manuel Serrano Ara, Carlos Blanco-Rajoy, Juan Manuel Pascual Quintana, y Ramón Rato.
La federación estaba compuesta por los partidos Federación Popular Democrática, Democracia Cristiana Vasca, Partido Popular Democrático de Andalucía, Partido Popular Democrático de Castilla y la Asociación Popular del Oeste. Celebró su primer y único Congreso el 29 y 30 de enero de 1977.
Formó junto con Izquierda Democrática de Joaquín Ruiz-Giménez la Federación de la Democracia Cristiana el 27 de marzo de 1977, el cual formaba parte del Equipo de la Democracia Cristiana del Estado Español. En las elecciones generales españolas de 1977, donde solo obtuvo el 1,18 % de los votos, por lo que poco después ambas se disolvieron.

## Integrantes
La Federación Popular Democrática estaba compuesta por los siguientes partidos:
- Democracia Cristiana de Castilla.
- Democracia Cristiana Vasca.
- Democracia Cristiana Murciana.
- Democracia Cristiana del Oeste.
- Democracia Cristiana Aragonesa.
- Partido Popular Democrático Andaluz.